# Möljeryd
Möljeryd är en ort i Ronneby socken inom Ronneby kommun i Blekinge län. Orten klassades som en småort 1995 som omfattade vid det tillfället 18 hektar och hade 54 invånare. Orten ligger vid Ronnebyåns östra strand där åfåran bildar sjön Rötlången cirka tio kilometer norr om kommunens huvudort Ronneby. Möljeryd ligger också i direkt anslutning till Åsjöns östra sida. I Möljeryd finns förutom Möljeryds kyrka också en hembygdsgård och tidigare även en folkskola.

## Enskilda byggnader
I Möljeryd finns ett flertal enskilda byggnader med ett kulturhistoriskt värde från olika epoker i ortens historia. Ett urval av dessa listas här nedanför.
- Möljeryds hembygdsgård
- Möljeryds kyrka
- Möljeryds Folkskola

## Övriga källor
- Riksantikvarieämbetet
- Svenska kyrkans information om Möljeryds kyrka
- Möljeryds hembygdsgård